# Ефект де Гааза-ван Альфена
Ефект де Гааза-ван Альфена — осциляції намагніченості металів в залежності від величини прикладеного магнітного поля. Спостерігається при низьких температурах в чистих металах. Необхідні сильні магнітні поля. Використовується для вивчення поверхні Фермі в металах. Причиною виникнення осциляцій намагніченості є квантування Ландау для електронів. Збільшення намагніченості виникає тоді, коли рівень Фермі збігається з одним із рівнів Ландау.
Ефект названий на честь Вандера Йоганнеса де Гааза та його учня Пітера ван Альфена.

## Історія відкриття та пояснення
Осциляційна залежність магнітної сприйнятливості металу {\displaystyle \chi \left(H\right)}  від магнітного поля {\displaystyle H}, що пов'язана з магнітним квантуванням  енергії орбітального руху носіїв заряду, теоретично була передбачена Ландау в роботі «Діамагнетизм металів», надрукованої у 1930. У тому ж році незалежно з'явилося повідомлення де Гааза й ван Альфена «Note on the dependence of the susceptibility of diamagnetic metal on the field» щодо спостереження осциляційної залежності {\displaystyle \chi \left(H\right)} при зміні магнітного поля  в монокристалах вісмуту. Ефект одержав назву по прізвищах авторів експериментального відкриття. Згодом осциляції де Гааза  – ван Альфена (дГвА) були виявлені в багатьох металах.
Вперше на можливість визначення геометрії поверхні Фермі (ПФ) {\displaystyle \varepsilon =\varepsilon _{F}} з періоду осциляцій дГвА звернув увагу Онсагер в 1952 р. у роботі «Interpretation of de Haas van Alphen effect».  Онсагер, виходячи з правила квантування Бора — Зоммерфельда,
{\displaystyle S\left(\varepsilon ,{{p}_{H}}\right)=2\pi \hbar \left(n+\gamma \right){\frac {eH}{c}},}
записав зв'язок між номерами  максимумів на осциляційної залежності, яким відповідають значення поля {\displaystyle H_{n}}, й екстремальними перетинами {\displaystyle {S}_{m}(\varepsilon _{F})}  ПФ  площинами {\displaystyle {p_{H}H}=const}, де {\displaystyle p_{H}} — проєкція імпульсу електрону на напрямок магнітного поля, {\displaystyle \gamma <1},
{\displaystyle n+\gamma =\left(hc/e\right){S_{m}}/{{H}_{n}}.\qquad \qquad (1)}
Строгий розв'язок задачі у квазікласичному наближенні про залежність магнітної сприйнятливості металу {\displaystyle \chi \left(H\right)} від величини сильного  магнітного поля при найбільш загальних припущеннях щодо закону дисперсії електронів провідності був отриманий І. Ліфшицем і Косевичем. Загальна формула, що описує осциляції магнітної сприйнятливості  відома зараз у науковій літературі, як формула Ліфшиця — Косевича.  У тому ж 1954 році  у роботі І. М. Ліфшиця й О. В. Погорєлова, було показано, що якщо відомі всі екстремальні перетини довільної опуклої ПФ, то можна однозначно визначити її форму.

## Формула Ліфшиця— Косевича
Автори теорії обчислили коливну частину магнітного моменту  вздовж магнітного поля:
{\displaystyle {\begin{aligned}&{{M}_{osc}}\simeq -{\frac {V}{{{\pi }^{2}}{\sqrt {2\pi }}{{\hbar }^{3}}}}{{\left({\frac {e\hbar }{c}}\right)}^{3/2}}{\frac {{{S}_{m}}{\sqrt {H}}}{{{\left|{}^{{{\partial }^{2}}{{S}_{m}}}\!\!\diagup \!\!{}_{\partial p_{H}^{2}}\;\right|}^{1/2}}\partial {{S}_{m}}/\partial {{\varepsilon }_{F}}}}\times \\&\Psi \left({\frac {2\pi ^{2}T}{\hbar \omega _{H}}}\right)\sin \left[{\frac {c}{e\hbar H}}{{S}_{m}}\mp {\frac {\pi }{4}}-2\pi \gamma \right]\cos \left[{\frac {1}{2{{m}_{0}}}}{\frac {\partial {{S}_{m}}}{\partial {{\varepsilon }_{F}}}}\right];\end{aligned}}}
за умов, 
{\displaystyle T\ll {\frac {\hbar eH}{{{m}_{H}}c}}\ll {{\varepsilon }_{F}};\quad {\frac {e\hbar H}{2{{m}_{0}}c}}\ll {{\varepsilon }_{F}};}
де {\displaystyle V} — об'єм металу, {\displaystyle \Psi \left(z\right)=z/\sinh z}, {\displaystyle T} — температура, {\displaystyle m_{0}} — маса вільного електрона, {\displaystyle \partial {{S}_{m}}/d{{p}_{H}}=0}, стала Больцмана {\displaystyle k_{B}=1}. Температурна залежність амплітуди осциляцій дозволяє знайти значення циклотронної маси електрона  {\displaystyle {{m}_{H}}={\frac {1}{2\pi }}{\frac {\partial {{S}_{m}}}{\partial {{\varepsilon }_{F}}}}},  {\displaystyle {{\omega }_{H}}={\frac {eH}{{{m}_{H}}c}}}  - циклотронна частота. Коливна частина магнітної сприйнятливості  {\displaystyle {{\chi }_{osc}}={{dM}_{osc}}/dH}.